# Irrealis
Der Irrealis ist ein Begriff aus Grammatik und Sprachwissenschaft. Er existiert in einzelnen Sprachen als grammatisches Konzept oder eigenständiger Verbmodus; in der Sprachwissenschaft dient die Bezeichnung auch als Oberbegriff für alle Modi, die sich auf irreale Ereignisse beziehen.

## Sprachwissenschaft
In der Sprachwissenschaft ist der Begriff „Irrealis“ von der Einzelsprache weg hin zu einem Oberbegriff für die Kategorisierung grammatikalischer Modi entwickelt worden, unter dem alle Modi subsumiert werden, deren Gegenstand die Beschreibung von Ereignissen ist, die nicht real stattgefunden haben.
Einige Autoren ordnen daher auch die Zukunft unter dem Irrealis ein; in Einzelsprachen wird die Zukunft von einer Verbform markiert, die in dieser Sprache als Irrealis fungiert.

## Deutsche Sprache
Die deutsche Sprache verfügt über keinen Irrealis als eigenständigen Modus, jedoch über das Konzept. Der Konjunktiv II kann dazu benutzt werden, einen Irrealis der Gegenwart und einen Irrealis der Vergangenheit zu bilden, der als irreales bzw. unerfüllbares Konditionalgefüge erscheint:
Wenn ich reich wäre, böten sich mir mehr Möglichkeiten. (Irrealis der Gegenwart, mit Konjunktiv II)
Wenn ich zur Stelle gewesen wäre, hätte ich sie gerettet. (Irrealis der Vergangenheit, mit Konjunktiv II Plusquamperfekt)
Irrealis der Gegenwart und Vergangenheit können sich im bedingenden (Protasis) und im bedingten Satz (Apodosis) durchaus abwechseln:
Wenn ich gelernt hätte (Irrealis der Vergangenheit), säße ich nun nicht ahnungslos herum (Irrealis der Gegenwart).
Grundsätzlich kann der Irrealis der Gegenwart auch in die Zukunft (erkennbar an „morgen“) gerichtet sein:
Wenn das Wetter morgen gut wäre, könnte ich im Garten arbeiten.
Abhängig vom Kontext – etwa, ob der Sprecher davon ausgehen kann, dass das Wetter gut wird, sich aber nicht sicher ist – liegt anstatt des Irrealis ein Potentialis vor. Einen echten „Irrealis der Zukunft“ gibt es im Deutschen jedoch nicht, da das Futur-Hilfsverb werden als Hilfsverb für einen analytischen Konjunktiv II dient und nur selten eine temporale Funktion hat.

## Türkische Sprache
Die türkische Sprache verfügt über eine eigenständige Verbform für einen Irrealis:
1. Lotoda kazan saydım ev alırdım. (Hätte ich im Lotto gewonnen, hätte ich ein Haus gekauft; Irrealis)

Anders als im Deutschen transportiert der Irrealis an sich jedoch keine Information über die Zeitstufe.

## Andere Sprachen
In anderen Sprachen drückt man den Irrealis manchmal ähnlich wie im Deutschen aus, so zum Beispiel im Lateinischen. Das Englische weicht (nach dem Muster der romanischen Sprachen) im bedingten Satz auf den „Konditional I“ (would + Infinitiv) und „Konditional II“ (would have + Partizip II) aus (entsprechende Umschreibung mit dem Konjunktiv von werden ist auch im Deutschen häufig, heute auch im bedingenden Satz).